# Amber Riley
Amber Patrice Riley (15. veljače 1986.) je američka glumica i pjevačica. Najpoznatija je po ulozi Mercedes Jones u TV seriji "Glee".